# Quintus Servilius Priscus
Quintus Servilius Priscus was een Romeinse consul in 468 v.Chr. en 466 v.Chr. ten tijde van de Romeinse Republiek.
Hij behoorde tot de patricische gens Servilia. Menenius werd in 468 v.Chr. samen met Titus Quinctius Capitolinus Barbatus tot consul gekozen. Dat jaar trokken de Sabijnen tegen Rome op. Vlak bij de Porta Collina konden ze worden teruggedreven, maar ze wisten veel buit te vergaren. Servilius ging hen met zijn leger achterna, maar tot een confrontatie kwam het niet. Wel wist hij een veelvoud van het geroofde terug te veroveren.
In 466 v.Chr. werd hij opnieuw tot consul verkozen. Zijn medeconsul was Spurius Postumius Albus Regillensis. Servilius werd met een leger naar de Aequi gestuurd, die rooftochten op Romeins gebied uitvoerden. Vanwege de uitbraak van een ziekte in zijn gelederen kon hij niet tegen de plunderaars optreden.
In 465 v.Chr. werd hij benoemd tot praefectus urbi, waarmee hij het gezag kreeg over Rome omdat de beide consuls Titus Quinctius Capitolinus Barbatus en Quintus Fabius Vibulanus optrokken tegen de Aequi.
In 459 v.Chr. voerde hij als quaestor het proces tegen de voormalige volkstribuun Volscius, die een valse verklaring had afgelegd waardoor Caeso Quinctius, de zoon van Lucius Quinctius Cincinnatus, in ballingschap moest gaan. Dit proces werd het jaar daarop voortgezet door Marcus Valerius Maximus Lactuca en Titus Quinctius Capitolinus Barbatus.